# Tokata Iron Eyes
Tokata Iron Eyes  (nacida en 2004) es una activista nativa americana y miembro de la tribu Standing Rock Sioux. Iron Eyes fue una líder juvenil de " ReZpect our Water ", una campaña contra la ruta propuesta del oleoducto Dakota Access y también formó parte de la junta de un nuevo grupo de energía sostenible llamado Indigenized Energy.

## Activismo
Iron Eyes comenzó su activismo [lower-alpha 1] a los nueve años, cuando testificó contra una mina de uranio en Black Hills . A los 12 años, habló en un video viral abogando por la acción contra el oleoducto Dakota Access, que más tarde provocó la campaña en las redes sociales, "Respeta nuestra agua". En septiembre de 2019, Iron Eyes conoció a la joven activista climática Greta Thunberg en la Universidad George Washington. Iron Eyes invitó a Thunberg a la tierra natal de Iron Eyes, y las dos realizaron múltiples mítines juntas en Dakota del Norte y Dakota del Sur en octubre de 2019, incluso en la Escuela India Red Cloud en la Reserva Pine Ridge en Dakota del Sur, donde Iron Eyes era estudiante; en el Panel de Activismo Climático Juvenil en Rapid City, Dakota del Sur ; y en Standing Rock High School en Fort Yates, Dakota del Norte.
Iron Eyes también formó parte de la junta de un nuevo grupo de energía sostenible llamado Indigenized Energy.

## Vida personal
Tokata Iron Eyes es hija de Chase Iron Eyes, un activista, abogado y político, y Sara Jumping Eagle, pediatra y activista ambiental. Tokata Iron Eyes también es cantante y compositora, y asistió a Bard College en Simon's Rock.
Según su padre, Chase Iron Eyes, Tokata Iron Eyes es de género no binario. En una serie de publicaciones de Instagram en junio de 2022, Iron Eyes usó tanto el nombre Tokatawin como, en ocasiones, el nombre Gibson; durante un tiempo en junio el pronombre en la cuenta fue "ella"; el 22 de junio de 2022, los pronombres se cambiaron a "ella/elle".

### Relación con Ezra Miller
En junio de 2022, los padres de Iron Eyes presentaron documentos legales solicitando a un juez que emitiera una orden de protección contra el actor Ezra Miller en nombre de Iron Eyes, debido a que Miller supuestamente usó "violencia, intimidación, amenaza de violencia, miedo, paranoia, delirios, y drogas", incluida la marihuana y el LSD, para dominar a Iron Eyes. Aunque Iron Eyes tiene 18 años, debido a las regulaciones tribales, los padres de Iron Eyes todavía se consideran sus tutores legales.
Los padres de Iron Eyes afirman que una relación inapropiada comenzó entre la pareja en 2016, durante las protestas del oleoducto Dakota Access, cuando Miller tenía 23 años y Iron Eyes 12. Los padres afirman además, y las fotos documentan, que el año después de que los dos se conocieran, Iron Eyes voló a Londres para visitar a Miller en el set de Fantastic Beasts and Where to Find Them; en 2021, Tokata abandonó la escuela, supuestamente para seguir a Miller. Los padres de Iron Eyes también alegan en los documentos legales que Miller le causó moretones a Tokata Iron Eyes y que Miller le había dado a Iron Eyes una gran cantidad de LSD en 2020. Una respuesta llegó a través de la cuenta de Instagram de Tokata Iron Eyes, negando las acusaciones de los padres, declarándose mentalmente estable y en contacto con un profesional de la salud mental.

## Premios y reconocimientos
En enero de 2020, Iron Eyes apareció en Disney+ en un episodio de Marvel's Hero Project como "Thrilling Tokata". En mayo de 2020, fueron nombradas unas de las Mujeres de Visión 2020 de Ms. Foundation y recibieron el premio Peggy C. Charren Free to Be You and Me.